# Ngatik Men’s Creole
Ngatik Men’s Creole (veraltet auch Ngatikese Men’s Language, Ngatikesisch) ist eine englischbasierte Kreolsprache, die in den Föderierten Staaten von Mikronesien auf dem Ngatik-Atoll (auch Sapuahfik) im Bundesstaat Pohnpei gesprochen wird.
Es entstand nach 1837, als viele männliche Sprecher des Sapuahfik-Dialekts des Pohnpeianischen umgebracht wurden.